# Харин, Василий Петрович
Василий Петрович Харин (1821—1888) — военный моряк, педагог, исполнял должность начальника Технического училища Морского ведомства, генерал-майор Корпуса флотских штурманов.

## Биография
Родился 23 февраля (7 марта) 1821 года в Кронштадте, в семье генерал-майора Петра Васильевича Харина (ум. 30 ноября 1872).
Поступил 15 августа 1832 года в 1-й штурманский полуэкипаж с 9-летним курсом обучения. Во время учёбы 16 апреля 1838 года был произведён в младшие унтер-офицеры, а 19 сентября 1940 года — в фельдфебели. После завершения курса обучения 30 марта 1841 года был произведён в прапорщики Корпуса флотских штурманов (КФШ) и в числе отлично окончивших обучение был направлен в Морской кадетский корпус для учёбы в офицерском классе. В 1845 году окончил высший курс обучения.
В 1845—1848 годах плавал на судах Балтийского флота, участвовал в гидрографических работах; 9 апреля 1848 года был произведён в подпоручики и назначен преподавателем математики и морских наук в 1-й штурманский полуэкипаж. Составил записки по дифференциальному и интегральному вычислениям, которыми многие годы пользовались воспитанники. В 1850 гуду был произведён в поручики, в 1855 году — в штабс-капитаны; 20 мая 1859 года стал командиром 1-й кадетской роты Штурманского училища; в 1864 году произведён в капитаны.
В 1867 году Штурманское училище было слито с артиллерийским, которое в 1872 году вошло в состав Технического училища Морского ведомства. В 1870 году Харин был произведён в подполковники, а 24 мая 1873 года был назначен заведующим строевой и хозяйственной частью Технического училища. Харин был любителем токарного искусства, имел дома собственный токарный станок, в связи с чем было неслучайным его назначение руководителем механическими мастерскими училища.
1 января 1875 года произведён в полковники; 18 апреля 1884 года был пожалован в генерал-майоры КФШ. С 12 октября 1885 по 9 сентября 1886 года исполнял должность начальника училища, а 22 сентября 1886 года, в связи с упразднением Корпуса флотских штурманов, был уволен в отставку.
Был холост; после увольнения жил в Ораниенбауме, где и умер 17 (29) февраля 1888 года. Похоронен на Свято-Троицком кладбище Ораниенбаума.

## Награды
- Орден Святого Станислава 3-й степени (08.09.1859)
- Орден Святой Анны 3-й степени (04.04.1865)
- Орден Святого Станислава 2-й степени (31.03.1868); императорская корона к ордену (28.03.1871)
- Орден Святой Анны 2-й степени (08.04.1873)
- Орден Святого Владимира 4-й степени за 35 лет службы (22.09.1876
- Орден Святого Владимира 3-й степени (23.09.1877)

- Медаль «В память войны 1853—1856» (26 августа 1856)
- Знак отличия беспорочной службы за 15 лет (22 августа 1857)
- Знак отличия беспорочной службы за 40 лет на Георгиевской ленте (22 августа 1881)

## Архивная литература
- РГАВМФ. Ф. 147. — Оп. 1. — Д. 4752